# Olivetti Audit A5

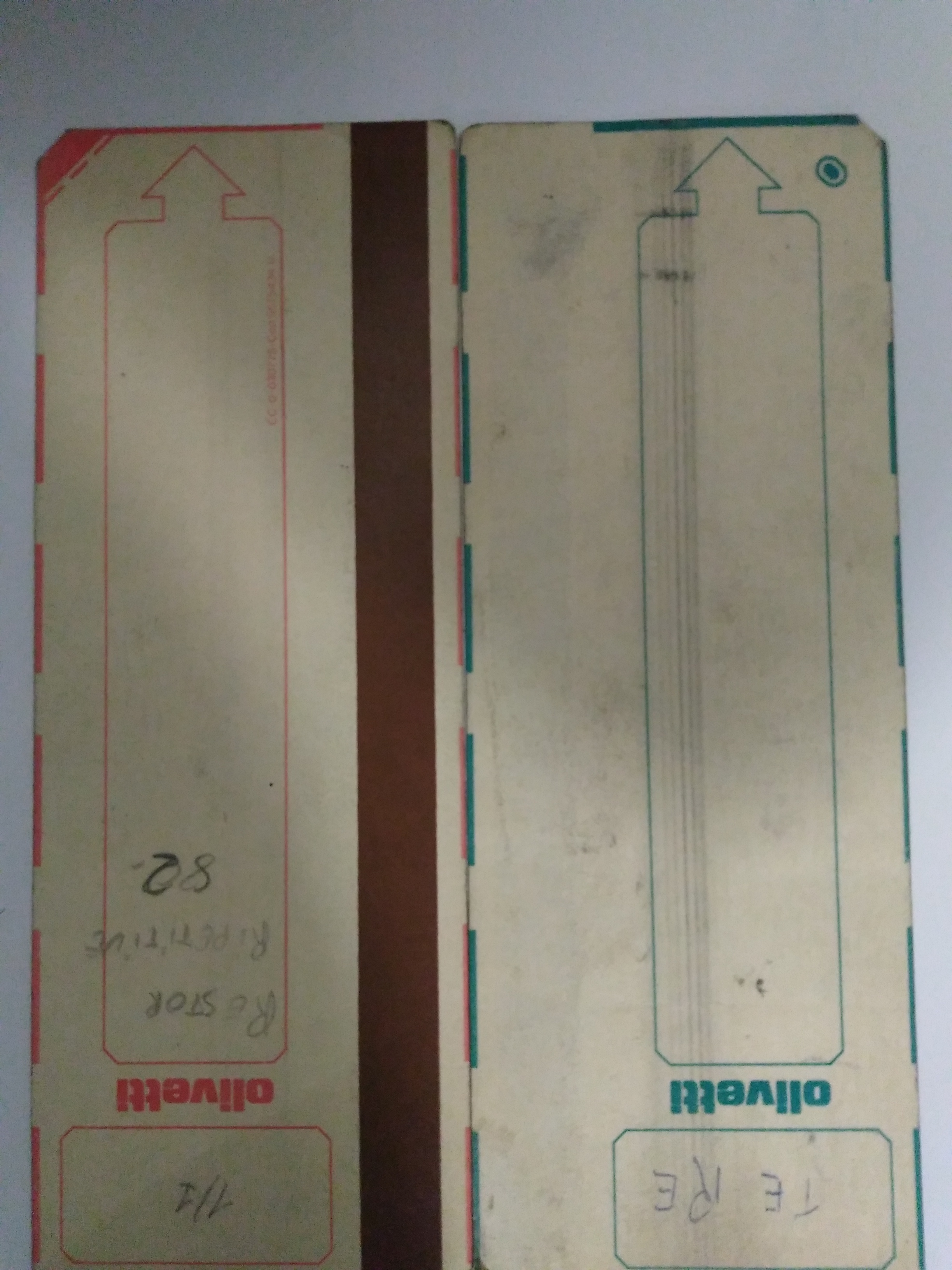
Cartolina magnetica del sistema Audit A5

L'Olivetti Audit A5 era un sistema elettronico di contabilità con caratteristiche di calcolatore sviluppato dalla Olivetti e presentato nel 1974. La macchina era definita dall'Olivetti quale "fatturatrice".
Era programmabile in linguaggio BAL (Basic Assembler Language)  i cui programmi e dati potevano essere salvati su cartolina magnetica da 256 byte, caricabili in sequenza fino a 10.
La tastiera di input non era disgiunta dalla macchina nella quale era integrato anche un meccanismo stampante che poteva agire su 2 separati documenti sul rullo, un trattore di modulo continuo, ed un introduttore di schede cartacee ad allineamento automatico. Le stampe (bicolori) avvenivano per impatto tramite una testina a sfera. 
I successivi modelli (A6 ed A7)  erano equipaggiati con un display, e con un lettore minidisk. Per gestire queste nuove caratteristiche il linguaggio BAL venne ampliato in modo da utilizzarle facilmente.
La memoria della macchina era normalmente di 2K di cui 1910 bytes a disposizione dell'utente (tra programma eseguibile e memoria utente). L'utilizzo di registri a 15 cifre oltre al segno costituiva un'apprezzabile caratteristica della gestione dei programmi.